# Severo (irmão de Valério Piniano)
Severo (em latim: Severus) foi um nobre romano do século IV. Era um homem claríssimo, filho de Valério Severo e irmão de Valério Piniano. Com a morte de seu pai, Quinto Aurélio Símaco recomendou aos irmãos os serviços de Patroíno. Sabe-se que Severo se opôs a venda das propriedades de sua família encabeçada por Piniano e sua esposa Melânia, a Jovem.